# Pirambu
Pirambu é um município brasileiro localizado no leste de Sergipe, na faixa litorânea (litoral norte) do estado.

## Etimologia
Para algumas fontes, a nomenclatura do município vem de um peixe comum na região (o pirambu), para outras vem do nome de um chefe indígena que habitou a antiga povoação.

## História
A povoação chamada inicialmente de “Ilha” passou a ser habitada por pescadores no início do século XX, que praticavam a pesca de subsistência nos rios Pomonga, Japaratuba e no Oceano Atlântico, além da caça e agricultura. O comércio era baseado no escambo e as moradias feitas de palha. Em 1911 foi instalada uma casa comercial e fundada a colônia de pescadores. Em 1912 a povoação passou a condição de vila, onde foi construída a igreja em homenagem a Nossa Senhora de Lourdes. Em 1934 com a emancipação de Japaratuba de Capela, Pirambu subiu à condição de povoado.
Na década de 60 do século XX, um grupo de lideranças locais iniciou um movimento de emancipação política de Pirambu. João Dória do Nascimento, vereador de Japaratuba; Manuel Amaral Lemos, produtor rural; Abelardo do Nascimento e José Lauro Ferreira, pescadores; e Xavier dos Santos encabeçavam o movimento.
Em 26 de novembro de 1963 foi sancionada o projeto de lei apresentado pelo deputado estadual Nivaldo Santos, que elevava o povoado à categoria de município com a denominação de Pirambu, desmembrado de Japaratuba. Com a popularidade, o vereador japaratubense João Dória do Nascimento foi eleito o primeiro prefeito de Pirambu, tomando posse em agosto de 1965.

## Povoados
- Aguilhadas
- Bebedouro
- Maribondo
- Aningas
- Lagoa Redonda
- Baixa Grande
- Água Boa
- Alagamar
- Santa Isabel

## Geografia
O município apresenta temperatura média anual de 26ºC com precipitação média de chuvas de 1650 mm/ano, com maior período chuvoso entre março e agosto (outono-inverno).
O relevo é representado por planícies litorâneas (dunas, várzeas e baixios pantanosos); tabuleiros costeiros e colinas. Sua vegetação varia da higrófila e manguezal, restinga, capoeira, caatinga, cerrado, campos limpos e sujos. O município está inserido na bacia hidrográfica do rio Japaratuba.
O acesso ao município a partir de Aracaju, é feito pela Ponte Construtor João Alves (Aracaju/Barra dos Coqueiros) seguindo pela rodovia SE-100, em um percurso de cerca de 31 quilômetros de dunas, praias e manguezais.

### Hidrografia
O Japaratuba é o principal rio do município, tendo ainda os rios Sapucaia e Aningas (formam a bacia costeira do Sapucaia), Brito, Poxim e Papagaio em seu território (o rio Pomonga deságua no rio Japaratuba nos limites com Santo Amaro das Brotas, mas não percorre solo pirambuense).
Destacam-se ainda as lagoas, como a de Pirambú, Catu, Camurupim, Titaras, Redonda, lagoa Grande (localizada no povoado Santa Isabel, atualmente Seca mais com as chuvas do inverno está voltando a sua natural formação, também é a segunda maior lagoa de Sergipe) e a do Sangradouro (Rio Sapucaia), a maior lagoa de Sergipe, desaguando no Oceano Atlântico, no povoado Lagoa Redonda.

#### Lagoa Redonda
Lagoa localizada a 19 km da sede do município; recebe este nome pelo seu formato. Circunda uma área local de mangue e é circundada por um paredão de areia. Do alto de suas dunas avista-se o oceano. Há um Rio (Sapucaia) que nela deságua e passa por uma região de dunas. Também próxima existe a chamada “Cachoeira” do Roncador, na verdade uma pequena queda d´água. Os paredões de areia nas margens da lagoa ficam dentro da Reserva Biológica de Santa Isabel sendo esta de proteção integral.

#### Lagoa do Sangradouro (Rio Sapucaia)
Grande lagoa, localizada a 22 km da sede municipal, também nas proximidades do povoado Lagoa Redonda. Na região existem várias aglomerações de dunas, dentre eles o Morro da Lucrécia (em cuja base está a Lagoa encantada) com altura entre 25 metros, onde se pratica o sandboard; bem como lagoas perenes como a Lagoa Azul.

## Economia
As receitas municipais provêem da agricultura (cultivo do coco, mandioca, manga e milho); da pecuária de bovinos, eqüinos e ovinos; da avicultura de galináceos; da atividade pesqueira de camarões e pescados diversos; e da mineração dos depósitos de sal-gema, potássio, magnésio, turfa, petróleo, além da extração de barro no povoado Aguilhadas.
A atividade pesqueira é de grande importância para o município; destacando-se a pesca do camarão em redes de arrasto, varrendo todo o litoral sergipano. Pirambu é um dos maiores centros de pesca semi-industrial de Sergipe, sua produção é exportada a outros municípios sergipanos e a outros estados.
São modestos na região tanto o comércio (representado por lojas de materiais do construção, gêneros alimentícios e de vestuário), como a indústria (representada pelas duas fábricas de gelo, confecção de tecidos em associação do povoado Marimbondo e no projeto TAMAR, e pela fábrica de polpa de fruta na sede).

## Reserva Biológica Santa Isabel e Projeto TAMAR
A Reserva Biológica de Santa Isabel foi criada em 1988 com objetivo de preservar e recuperar os ecossistemas costeiros da região. Localiza-se nos municípios de Pirambu e Pacatuba, abrangendo cerca de 45 km² de praias. A reserva abriga o maior sítio reprodutivo brasileiro da tartaruga-oliva, sendo ainda importante área de desova de várias outras espécies de tartarugas (daí a parceria com o Programa Brasileiro de Conservação das Tartarugas Marinhas, o TAMAR), como a ameaçada tartaruga-de-pente, além de ser região de pouso e descanso de aves migratórias e apresentar uma fauna residente diversa.
A primeira base do Tamar construído no Brasil foi instalada em 1982 em Pirambu, município de Sergipe, com monitoração de 56km de praias de reprodução e alimentação de tartarugas marinhas.
O Centro de Educação Ambiental do TAMAR recebe em média 120 mil visitantes ao ano e muitos estudantes. A Base possui quatro tanques com tartarugas marinhas em diversas fases de desenvolvimento; sala de palestras e projeção de filmes; antessala com um aquário marinho e seis aquários com peixes de água doce, representantes das espécies do entorno da Reserva; estacionamento e stand de divulgação das atividades culturais desenvolvidas com as comunidades do entorno; demais materiais educativos.